# Bevacizumab
Bevacizumab, được bán dưới tên thương mại Avastin, là một loại thuốc được sử dụng để điều trị một số loại ung thư và một số bệnh cụ thể về mắt. Nếu dùng để điều trị ung thư, thuốc được tiêm chậm vào tĩnh mạch và được sử dụng cho ung thư đại tràng, ung thư phổi, u nguyên bào thần kinh và ung thư biểu mô tế bào thận. Nếu dùng để điều trị thoái hóa điểm vàng liên quan đến tuổi nó được đưa ra bằng cách tiêm vào mắt.
Các tác dụng phụ thường gặp khi sử dụng để chữa ung thư bao gồm chảy máu mũi, đau đầu, cao huyết áp và phát ban. Tác dụng phụ nghiêm trọng khác có thể có như thủng đường tiêu hóa, chảy máu, phản ứng dị ứng, cục máu đông, và tăng nguy cơ nhiễm trùng. Khi được sử dụng cho để chữa bệnh về mắt, các tác dụng phụ có thể bao gồm mất thị lực và bong võng mạc. Bevacizumab nằm trong nhóm thuốc ức chế tạo mạch và các họ kháng thuốc đơn dòng. Chúng hoạt động bằng cách làm chậm sự phát triển của các mạch máu mới.
Bevacizumab đã được phê duyệt để sử dụng y tế tại Hoa Kỳ vào năm 2004. Nó nằm trong danh sách các thuốc thiết yếu của Tổ chức Y tế Thế giới, tức là nhóm các loại thuốc hiệu quả và an toàn nhất cần thiết trong một hệ thống y tế. Thuốc được kê để sử dụng trong điều trị bệnh về mắt. Chi phí bán buôn ở các nước đang phát triển là khoảng 638,54 USD cho một lọ. Liều này ở Anh chi phí NHS khoảng £ 242,66.